# Петров, Иван Петрович (1905—1963)
Иван Петрович Петров (18 мая 1905 года — 1963) — военный деятель, участник советско-финляндской и Великой Отечественной войн, командир механизированной бригады, полковник (17.05.1943).

## Биография
Родился 18 мая 1905 года в селе Орауши Тойсинской волости Ядринского уезда Казанской губернии (ныне Орауши, Вурнарского района, Республика Чувашия). Чуваш.
Член ВКП(б) с 1931 г.
Образование. Окончил полковую школу 32-го стрелкового полка ЛенВО (1928), Ленинградские БТ КУКС (1939), ускоренный курс Высшей военной академии (1945).
Служба в Красной Армии. С сентября 1927 года по октябрь 1928 года курсант полковой школы 32-го стрелкового полка (Ленинградский ВО). С октября 1928 года — командир отделения, пом. командира взвода, старшина роты и командир взвода в полковой школе 32-го стрелкового полка 11-й стрелковой дивизии. Затем командир взвода, врид политрука в дивизионной школе младшего начсостава 11-й стрелковой дивизии.
С февраля 1935 года — командир взвода, роты, начальник штаба учебного батальона 31-й механизированной (с августа 1938 года — 13-я легкотанковая) бригады. до 1940 года — старший адъютант 15-го отд. танкового батальона 13-й легкотанковой бригады. Участвовал в советско-финляндской войне 1939—1940. С августа 1940 года — командир 3-го батальона средних танков 6-го танкового полка 3-й танковой дивизии 1-го механизированного корпуса (Ленинградский ВО).
С началом Великой Отечественной войны с июня 1941 года участвовал в боевых действиях в районе городов Остров, Псков и Новгород. В ноябре — декабре 1941 года — и.д. начальника штаба 6-го танкового полка. С середины декабря 1941 года — начальник штаба 1347-го стрелкового полка. С января 1942 участвовал в Любанской операции. С мая 1942 года — командир 1347-го стрелкового полка 225-й стрелковой дивизии. С сентября 1942 года — командир 1238-го стрелкового полка 372-й стрелковой дивизии. В составе войск Волховского фронта участвовал в боях на мгинском направлении и в операции по прорыву блокады Ленинграда (операция «Искра»). С 15 июня 1943 года — исполнял должность заместителя командира 372-й стрелковой дивизии.
Участвовал в Мгинской операции. С января 1944 года дивизия в составе 59-й и 8-й армий участвовала в Новгородско-Лужской операции. С апреля 1945 г. — командир 35-й механизированной бригады. В конце войны именовалась 35-я механизированная Слонимско-Померанская Краснознамённая, орденов Суворова и Кутузова бригада, отличилась в Берлинской операции.
С августа 1945 года — командир 35-го механизированного полка (Группа советских оккупационных войск в Германии). С мая 1949 года командир 51-го гв. механизированного полка (Белорусский ВО).
В августе 1953 года уволен в запас. Умер в 1963 году в Москве.

## Награды
- Орден Ленина(21.08.1953)[1]
- 3 Ордена Красного Знамени(21.03.1940, 30.06.1945[2], 06.11.1947)
- Орден Отечественной войны 1 степени.
- 2 Ордена Красной Звезды (06.02.1943[3], 03.11.1944)
- Медаль «За оборону Ленинграда»(14.08.1943)[4]
- Медаль «За победу над Германией в Великой Отечественной войне 1941—1945 гг.» (9 мая 1945[5])[6]
- Медаль «За взятие Берлина»(09.06.1945)[7]